# Ak-Sai (Batken)
Ak-Sai (kirgisisch Ак-Сай) ist ein Dorf in Kirgisistan mit 1656 Einwohnern (Stand 2024).

## Geographie
Das Dorf liegt im Rajon Batken des Oblus Batken. Es ist Verwaltungssitz der Landgemeinde Ak-Sai. Das Dorf liegt im zentralen Teil des Oblus, am linken (westlichen) Ufer des Flusses Isfara. Es befindet sich direkt an der Grenze zur tadschikischen Enklave Woruch und war mehrmals Brennpunkt von Grenzstreitigkeiten. (Siehe: Kirgisisch-tadschikischer Grenzkonflikt)

## Bevölkerung
| Jahr | Einwohner |
| ---- | --------- |
| 2009 | 1166      |
| 2024 | 1656      |

Anmerkung: 2009 Volkszählungsdaten, 2024 Fortschreibung